# Pahtajoki (vattendrag i Finland, Lappland, lat 66,78, long 24,75)
Pahtajoki är ett vattendrag i Finland.   Det ligger i landskapet Lappland, i den norra delen av landet, 700 km norr om huvudstaden Helsingfors. Pahtajoki ligger vid sjön Kavantojärvi.